# Sagihara
Sagihara är ett vattendrag i Burundi.   Det ligger i provinsen Makamba, i den södra delen av landet, 100 kilometer söder om huvudstaden Bujumbura.
Omgivningarna runt Sagihara är en mosaik av jordbruksmark och naturlig växtlighet. Runt Sagihara är det ganska tätbefolkat, med 172 invånare per kvadratkilometer.